# Kanton Loriol-sur-Drôme
Der Kanton Loriol-sur-Drôme ist ein französischer Wahlkreis in den Arrondissements Die und Valence, im Département Drôme und in der Region Auvergne-Rhône-Alpes; sein Hauptort ist Loriol-sur-Drôme.
Der Kanton Loriol-sur-Drôme war bis 2015 in sechs Gemeinden gegliedert. Im Zuge des Neuzuschnitts der französischen Kantone kamen zwei weitere Gemeinden, Allex vom ehemaligen Kanton Crest-Nord und Étoile-sur-Rhône vom ehemaligen Kanton Portes-lès-Valence, hinzu.

## Gemeinden
Der Kanton besteht aus acht Gemeinden mit insgesamt 27.241 Einwohnern (Stand: 2022) auf einer Gesamtfläche von 184,58 km²:
| Gemeinde                | Einwohner 1. Januar 2022 | Fläche km² | Dichte Einw./km² | Code INSEE | Postleitzahl | Arrondissement |
| ----------------------- | ------------------------ | ---------- | ---------------- | ---------- | ------------ | -------------- |
| Allex                   | 2.633                    | 20,17      | 131              | 26006      | 26400        | Die            |
| Ambonil                 | 102                      | 1,23       | 83               | 26007      | 26800        | Die            |
| Cliousclat              | 612                      | 9,65       | 63               | 26097      | 26270        | Die            |
| Étoile-sur-Rhône        | 5.497                    | 42,79      | 128              | 26124      | 26800        | Valence        |
| Livron-sur-Drôme        | 9.272                    | 39,52      | 235              | 26165      | 26250        | Die            |
| Loriol-sur-Drôme        | 6.584                    | 28,66      | 230              | 26166      | 26270        | Die            |
| Mirmande                | 606                      | 26,45      | 23               | 26185      | 26270        | Die            |
| Montoison               | 1.935                    | 16,11      | 120              | 26208      | 26800        | Die            |
| Kanton Loriol-sur-Drôme | 27.241                   | 184,58     | 148              | 2607       | –            | –              |